# Emil Herrmann (homme politique)
Pour les articles homonymes, voir Herrmann.
Emil Herrmann (né le 9 avril 1812 à Dresde et mort le 16 avril 1885 à Gotha) est un avocat canoniste et homme politique saxon.

## Biographie
Emil Herrmann, fils d'un conseiller de la cour martiale saxonne, commence des études de droit à Leipzig au semestre d'hiver 1829/30. Il rejoint la fraternité de Leipzig. En 1832, il réussit l'examen d'État et en 1834, il obtient son doctorat en droit à Leipzig. Peu de temps après, il y accède comme maître de conférences. En 1836, il devient professeur agrégé de droit à l'Université Christian-Albrecht de Kiel et, en 1842, professeur titulaire. Il fait partie des neuf professeurs qui protestent publiquement contre les efforts danois pour restreindre les droits du duché de Schleswig. En 1847, il accepte un poste de professeur à l'Université Georges-Auguste de Göttingen. Au printemps 1848, il est parrain de la Burschenschaft Hannovera Göttingen (de) nouvellement fondée, qui le nomme membre honoraire.
En 1849, il est vice-président de la première chambre des États du royaume de Hanovre. En 1868, il s'installe à l'Université Robert-Charles de Heidelberg. Pendant un certain temps, il est député de la première Chambre du grand-duché de Bade.
Grâce à ses divers traités de droit canonique et en tant que président du Congrès de l'Église protestante allemande (de) de 1864 à 1872, il jouit d'une grande réputation dans les milieux protestants. Il n'est donc pas surprenant qu'Emil Herrmann a été nommé président du Conseil supérieur de l'Église protestante de l'ancienne Union prussienne à Berlin en 1872. Il y gagne du mérite avec la réforme de la constitution de l'église pour les provinces orientales du royaume de Prusse. Celles-ci reçoivent pour leur activité un règlement de paroisse et de synode, c'est-à-dire qu'en principe les membres de la paroisse ont plus de droits d'intervention et de participation, comme c'est déjà le cas en Rhénanie et en Westphalie par exemple. Les groupes conservateurs au sein de l'ancienne Église protestante prussienne ne sont pas d'accord avec cela. L'empereur Guillaume Ier n'aime pas non plus la réforme car, en tant que roi de Prusse, il considère son régime ecclésiastique souverain (summus episcopus) en danger. Emil Herrmann est donc contraint de demander sa libération en novembre 1877, qui est accordée en mars 1878. Il retourne d'abord à Heidelberg et plus tard à Gotha, où il passe le reste de sa vie.
Emil Hermann rejoint la Société sans loi de Berlin en 1874, un club de gentlemen fondé en 1809 qui existe toujours aujourd'hui et se sent engagé à maintenir la tradition, la culture et la science.

## Travaux
- Zur Beurteilung des Entwurfs eines Kriminalgesetzbuches für das Königreich Sachsen (Leipzig 1836)
- Johann Freiherr zu Schwarzenberg (de) (Leipzig 1841)
- zus. m. Niels Nicolaus Falck, Marcus Tönsen u. a. (Hgg.): Staats- und Erbrecht des Herzogtums Schleswig: Kritik des Commissionsbedenkens über die Successionsverhältnisse des Herzogthums Schleswig (Hamburg 1846)
- Über die Stellung der Religionsgemeinschaften im Staat (Göttingen 1849)
- Zur Beurteilung des Entwurfs der badischen Kirchenverfassung (Göttingen 1861)
- Über den Entwurf einer Kirchenordnung für die sächsische Landeskirche (Berlin 1861)
- Die notwendigen Grundlagen einer die konsistoriale und synodale Ordnung vereinigenden Kirchenverfassung (Berlin 1862)
- Das staatliche Veto bei Bischofswahlen nach dem Rechte der oberrheinischen Kirchenprovinz (Heidelberg 1869)
- Grundriß zu Vorlesungen über das deutsche Strafrecht (Heidelberg 1871)